# Elan Atias
Elan Atias (n. 21 septembrie 1975) este un cântăreț american evreu de reggae. Atias a cântat cu The Wailers, care au fost formația lui Bob Marley, din 1997 până în 1999. În iunie 2006, și-a lansat albumul de debut, Together as One, produs de basistul trupei No Doubt, Tony Kanal. Pe 22 august 2006, Abbywho, Inc. și Elan Sara DeFan au inițiat un proces împotriva lui Atias și a casei de discruri Interscope Records asupra drepturilor de autor ale numelui „Elan”.